# Андріївський узвіз, 10-А
Житлови́й буди́нок на Андрі́ївському — особняк, розташований в Києві на Андріївському узвозі, 10-а.
Будинок — помітний зразок рядової забудови міста початку ХІХ сторіччя.
Наказом Міністерства культури України № 912/0/16-11 від 21 жовтня 2011 року поставлена на облік пам'яток архітектури та містобудування місцевого значення.
У серпні 2020 року попри охоронний статус власник розпочав частковий демонтаж пам'ятки.

## Архітектура

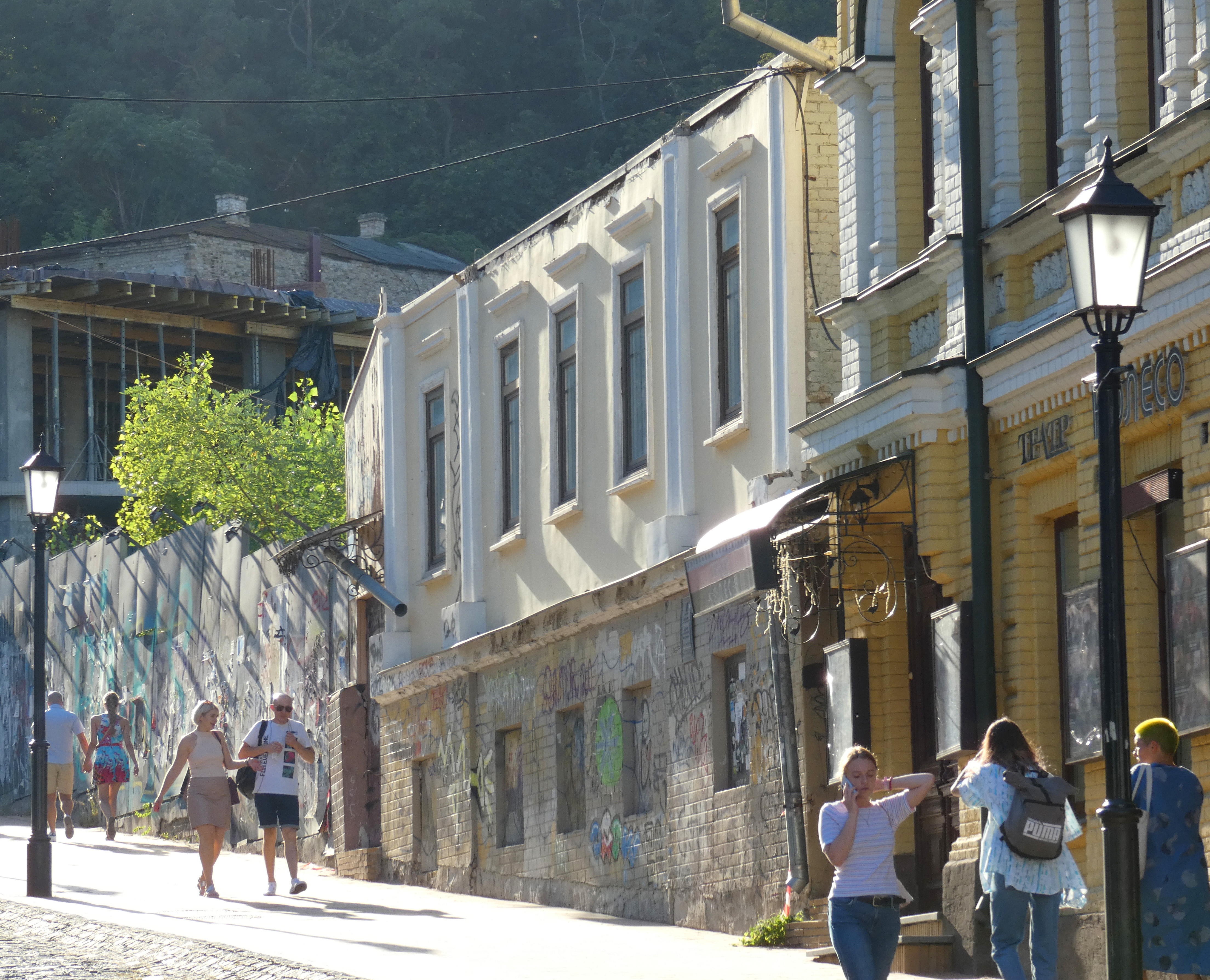
Реконструкція будівлі

Споруда на Андріївському зведена на основі типового проєкту житлових споруд 1802—1812 років.
Будівля дерев'яна, потинькована, у плані прямокутна. Має один поверх. Поставлена на високий цегляний цоколь.
Симетрична композиція вирішена у стилі класицизму. Суворий, стриманий фасад прикрашають чотири дерев'яні пілястри, карниз із великим виносом і проста віконна лиштва.
Як і більшість будинків цієї доби споруда має внутрішнє анфілядне планування і дворову галерею.
У 1990-х роках приміщення займав салон швейного підприємства, у 2000-х — кафе. Згодом будинок продали.

## Фасадизм
Державний науково-дослідний інститут будівельних конструкцій зробив висновок, що споруда непридатна до експлуатації, а тому підлягає демонтажу. Зберегти рекомендувалось лише фасад.
Сусідні будівлі на Андріївському узвозі, 10 і Фролівській вулиці, 9/11 знесли у 2012 році. На розчищеній території запланували звести офісний будинок на замовлення компанії олігарха Ріната Ахметова. 

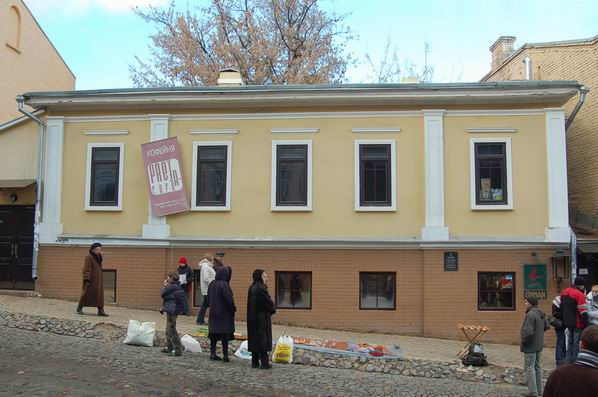
січень 2007 року
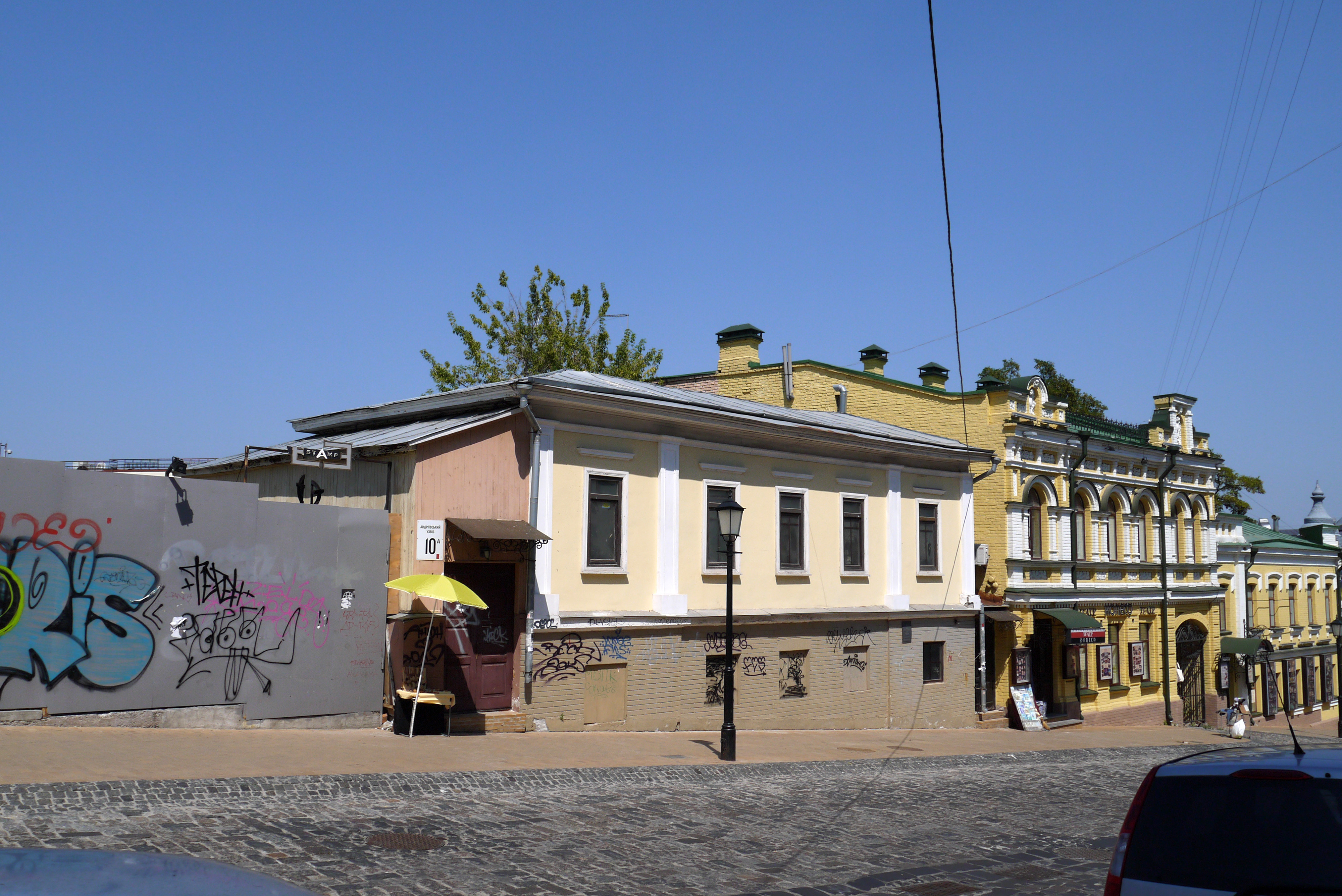
липень 2015 року
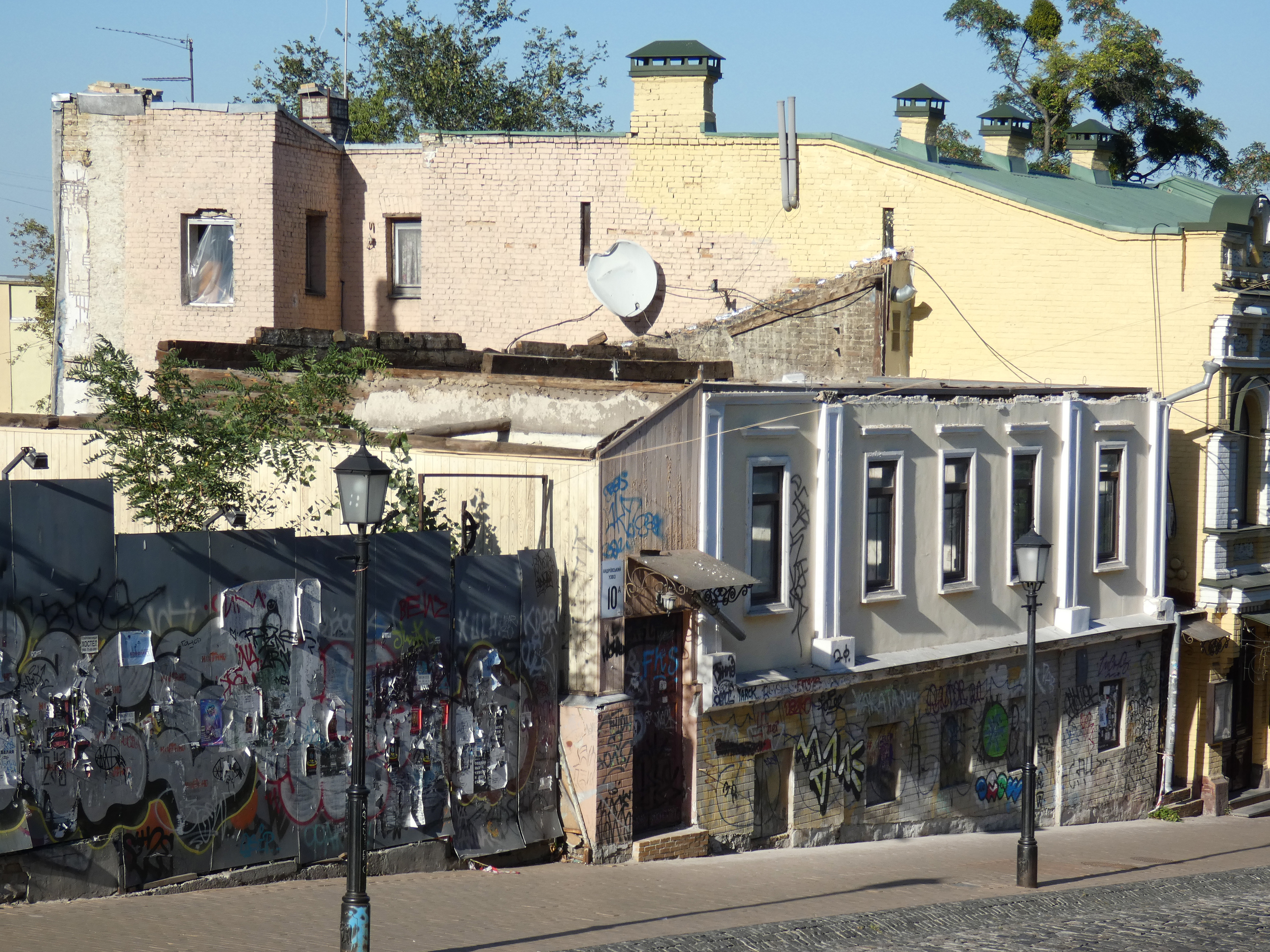
вересень 2020 року
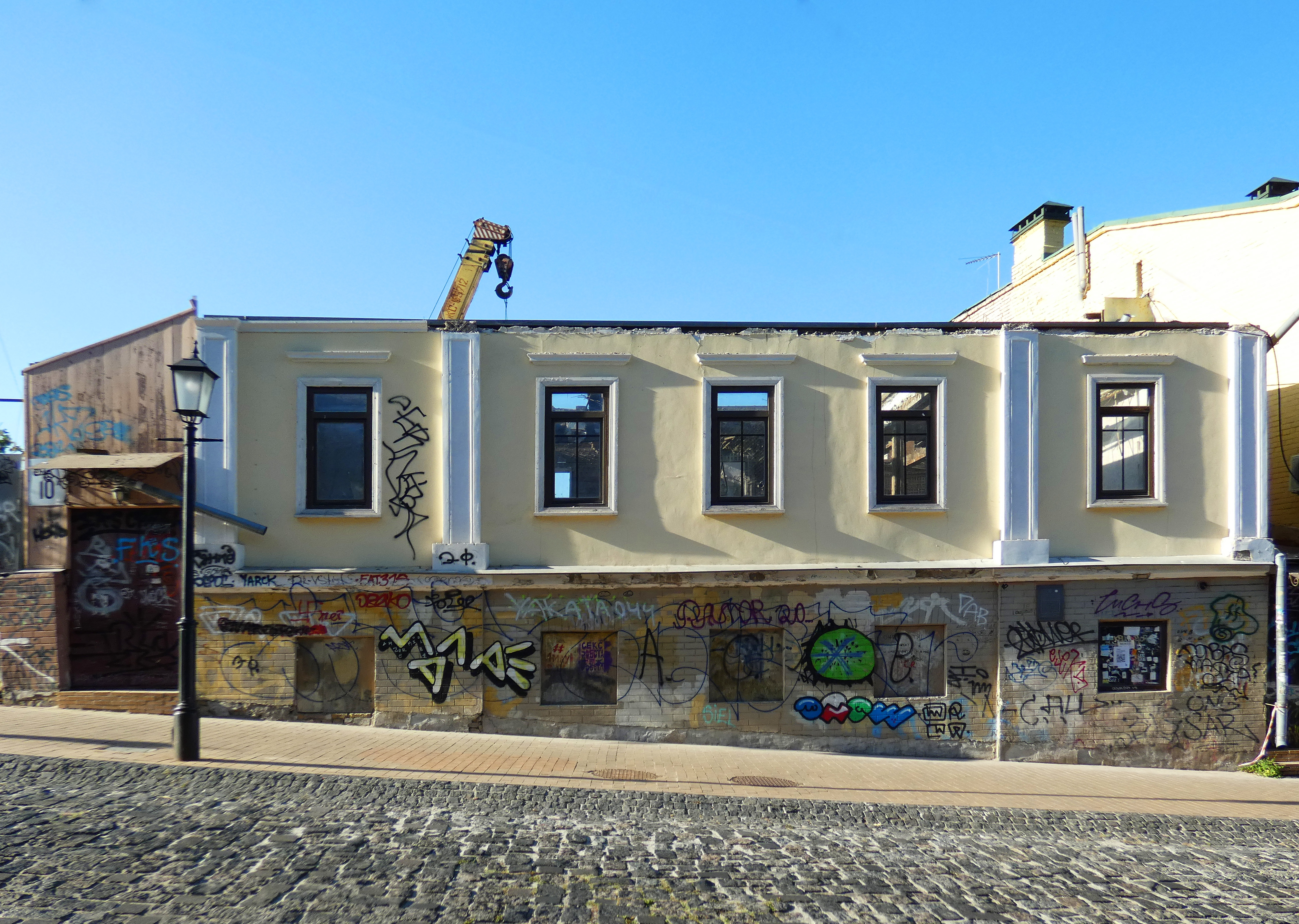
Реконструкція будівлі